# Taseqita
La taseqita és un mineral de la classe dels silicats que pertany al grup de l'eudialita. Rep el nom del mont Taseq, a Groenlàndia, la seva localitat tipus.

## Característiques
La taseqita és un silicat de fórmula química Na₁₂Sr₃Ca₆Fe₃Zr₃Nb[(Si₃O₉)₂(Si₉O₂₇)₂SiO]Cl₂(O,OH,H₂O)₃. Va ser aprovada com a espècie vàlida per l'Associació Mineralògica Internacional l'any 2002, i la primera publicació data del 2004. Cristal·litza en el sistema trigonal. La seva duresa a l'escala de Mohs és 5,5.
Segons la classificació de Nickel-Strunz, la taseqita pertany a «09.CO: Ciclosilicats amb enllaços de 9 [Si9O27]18-» juntament amb els següents minerals: al·luaivita, eudialita, ferrokentbrooksita, kentbrooksita, khomyakovita, manganokhomyakovita, oneil·lita, raslakita, feklichevita, carbokentbrooksita, zirsilita-(Ce), ikranita, rastsvetaevita, golyshevita, labirintita, johnsenita-(Ce), mogovidita, georgbarsanovita, aqualita, dualita, andrianovita, voronkovita i manganoeudialita.
L'exemplar que va servir per a determinar l'espècie, el que es coneix com a material tipus, es troba conservat al museu geològic de Copenhaguen, Dinamarca.

## Formació i jaciments
Va ser descoberta al mont Taseq, dins el complex d'Ilímaussaq, a Narsaq (Kujalleq, Groenlàndia). També ha estat descrita al massís d'Odikhincha (Krai de Krasnoiarsk, Rússia) i al complex alcalí de Pilanesberg (Província del Nord-oest, Sud-àfrica). Aquests tres indrets són els únics de tot el planeta on ha estat descrita aquesta espècie mineral.